# Shall We DANCE?
『Shall We DANCE?』は、日本のア・カペラ ヴォーカルグループ、SMOOTH ACEの3枚目のアルバム。2003年3月26日にTOSHIBA EMIからリリースされ、13曲が収録されているリミックスベスト・アルバム。

## 収録曲
特記以外作詞：岡村玄、作曲：重住ひろこ、コーラス・アレンジ：SMOOTH ACE
1. スムースといっしょ
2. Smile（astrogical MIX）（編曲：Ta）
3. GONE（R&BMIX）（編曲：Ta）
4. 星空と帰り道（TV MIX）（編曲：権藤知彦）
5. Miracle（海まで5分 MIX）（編曲：石成正人）
6. アメノチハレ（halfmoon MIX）（編曲：Ta）
7. 夢の中で会えるでしょう（作詞・作曲：高野寛、編曲：Ta）
8. 抜け殻（merry-go-roundMIX）（編曲：Ta）
9. Soldier（springrain MIX）（編曲：Ta
10. Drivin’（unlimitedgroove MIX）（編曲：Ta）
11. 音楽（作詞・作曲：坂本龍一、編曲：Ta）
12. 雨は降りそそぐ（spectrum MIX）（編曲：Ta）
13. I’ll be there（Berry Gordy,Bob West,Willie Hutch,Hal Davis、編曲：Ta）

## パーソネル
重住ひろこ、岡村玄、平慎也、李眞姫（vo, cho）／小原礼、岡沢章（b）／土方隆行（g,e.sitar）／石成正人（g,prg）／Paul Honesty（kb）／渕野繁雄（as）／田沼徹浩（b,g）／権藤知彦、Ta（prg）

## スタッフ
レコーディング／ミキシング・エンジニア：加藤博美、Ta、山口洋子
マスタリング・エンジニア：竹中昭彦

## 品番
TOCT-24993